# Balladeering
Balladeering er et studiealbum udgivet i 2009 af den danske jazzguitarist Jakob Bro. Udgivelsen er den første i en trilogi med den legendariske amerikanske jazzsaxofonist Lee Konitz som omdrejningspunkt. De to andre udgivelser i trilogien er Time (2011) og December Song (2013). Trilogien er af pressen blandt andet blevet kaldt et højdepunkt i dansk jazz og et eminent værk. Vinyludgaven af albummet kom med dvd'en Weightless, der dokumenterede tilblivelsen af albummet.
Jakob Bro modtog for Balladeering en Danish Music Award for Årets Bedste Jazzudgivelse samt Jazz Specials pris for Årets Bedste Pladeudgivelse. Albummet blev sammen med de efterfølgende to album i trilogien Time og December Song nomineret til Nordisk Råds Musikpris 2014.

## Trackliste
1. Weightless (5:32)
2. Evening Song (4:40)
3. Vraa (7:15)
4. Staring Point / Acoustic Version (4:40)
5. Greenland (7:18)
6. Terrace Place (5:01)
7. Sort (4.00)
8. Starting Point / Electric Version (6:08)

Alle numre komponeret af Jakob Bro

## Line up
- Jakob Bro
- Bill Frisell
- Lee Konitz
- Ben Street
- Paul Motian